# Karaiskakis-Stadion
Das Georgios-Karaiskakis-Stadion (griechisch Γήπεδο Γεώργιος Καραϊσκάκης, kurz: Karaiskakis-Stadion) ist ein Fußballstadion in der griechischen Hafenstadt Piräus. Es ist die Heimspielstätte des Fußballvereins Olympiakos Piräus und bietet 33.296 Besuchern Platz. Die Anlage ist nach dem Freiheitskämpfer Georgios Karaiskakis benannt, der 1827 während der Griechischen Revolution in der Nähe tödlich verwundet wurde.

## Geschichte
Im Jahre 1895 wurde das Stadion als Velodrom Neo Faliro für die Bahn-Radrennen der ersten Olympischen Spiele der Neuzeit 1896 auf einem von einer Eisenbahngesellschaft gestifteten Gelände errichtet. Es wurde 1920 erstmals als Fußballstadion genutzt. 1960 fanden umfangreiche Umbaumaßnahmen statt; das Stadion wurde zum Mehrzweckstadion, und es konnten Leichtathletikwettbewerbe ausgetragen werden. Am 10. Oktober 1974 fand hier das erste öffentliche Konzert des Komponisten Mikis Theodorakis und seiner Musiker nach dem Ende der Militärdiktatur in Griechenland (1967–1974) statt.
Am 8. Februar 1981 ereignete sich hier das schwerste Fußballunglück in Griechenland. Als Olympiakos Piräus mit 6:0 gegen AEK Athen führte, versuchten Besucher, das Stadion vorzeitig zu verlassen. Gestürzte Zuschauer an einem verschlossenen Tribünentor wurden von nachfolgenden Personen zertrampelt. Dabei starben 21 Menschen, 32 wurden verletzt.
Seit die griechische Fußballnationalmannschaft von Otto Rehhagel in den Jahren 2001 bis 2010 trainiert wurde, fanden auch Länderspiele im Stadion statt; bis dahin war es üblich gewesen, deren Spiele im Olympiastadion Athen stattfinden zu lassen.
1998 endete der Vertrag zur Nutzung des Stadions durch Olympiakos, und ab den 1990er Jahren wurde die Option eines Neubaus oder eines Umzugs untersucht. 2002 wurden die Pläne des Neubaus vorgestellt, der von Olympiakos getragen wurde. Der neue Vertrag sieht eine Nutzung des Geländes bis 2052 vor. Sokratis Kokkalis, der damalige Eigentümer des Vereins, nahm auch die Nutzung des Stadions durch Ethnikos Piräus im neuen Vertrag auf, da dieser einst mit Olympiakos gemeinsam das Gelände genutzt hatte. Eigentümer des Geländes ist das Nationale Olympische Komitee (NOK) Griechenlands. Das Stadion wurde in einer Rekordzeit von nur 14 Monaten abgerissen und neu gebaut.
In der 2004 fertiggestellten (nicht in erster Linie für die Olympischen Sommerspiele 2004) neukonstruierten Arena fanden mehrere Spiele des olympischen Fußballturniers statt, darunter die Finalspiele bei den Damen um Bronze (Deutschland gegen Schweden 1:0) und um Gold (USA gegen Brasilien 2:1 n. V.).
Heute ist die reine Fußballarena die Heimstätte des erfolgreichsten griechischen Clubs Olympiakos Piräus. Außerdem nutzte die griechische Fußballnationalmannschaft bis 2017 die Spielstätte für ihre Partien. Von 2008 bis 2017 trug die griechische Fußballnationalmannschaft der Frauen Spiele im Karaiskakis-Stadion aus. Auch Konzerte finden im Stadion statt.
Im August 2023 wurde im Karaiskakis-Stadion das Finale des europäischen Super Cups ausgetragen.

## Lage
Das Stadion befindet sich im Stadtteil Neo Faliro von Piräus, in der Nähe des Hafens. Direkt am Stadion kreuzen sich die Tram und die Metrolinie 1. Die Stationen liegen zwischen dem Karaiskakis-Stadion und der benachbarten Stadion des Friedens und der Freundschaft („SEF“).

## Galerie

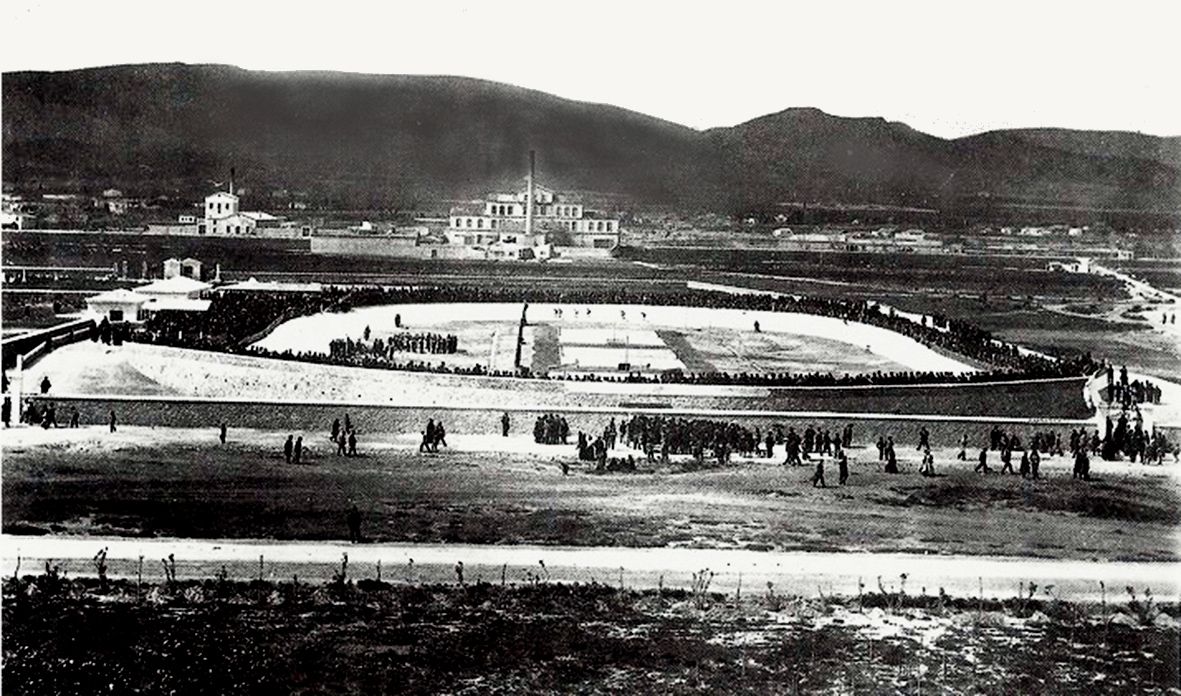
Aufnahme aus dem Jahr 1896
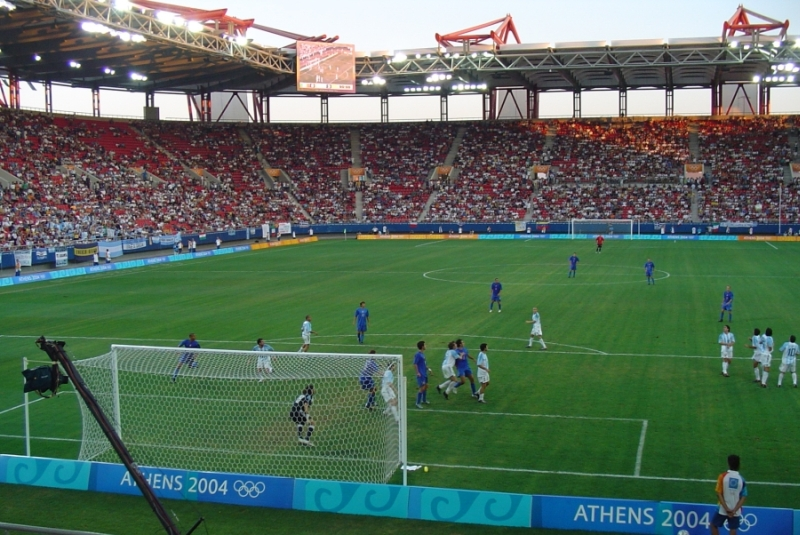
Halbfinalspiel Italien gegen Argentinien (0:3) beim olympischen Fußballturnier 2004
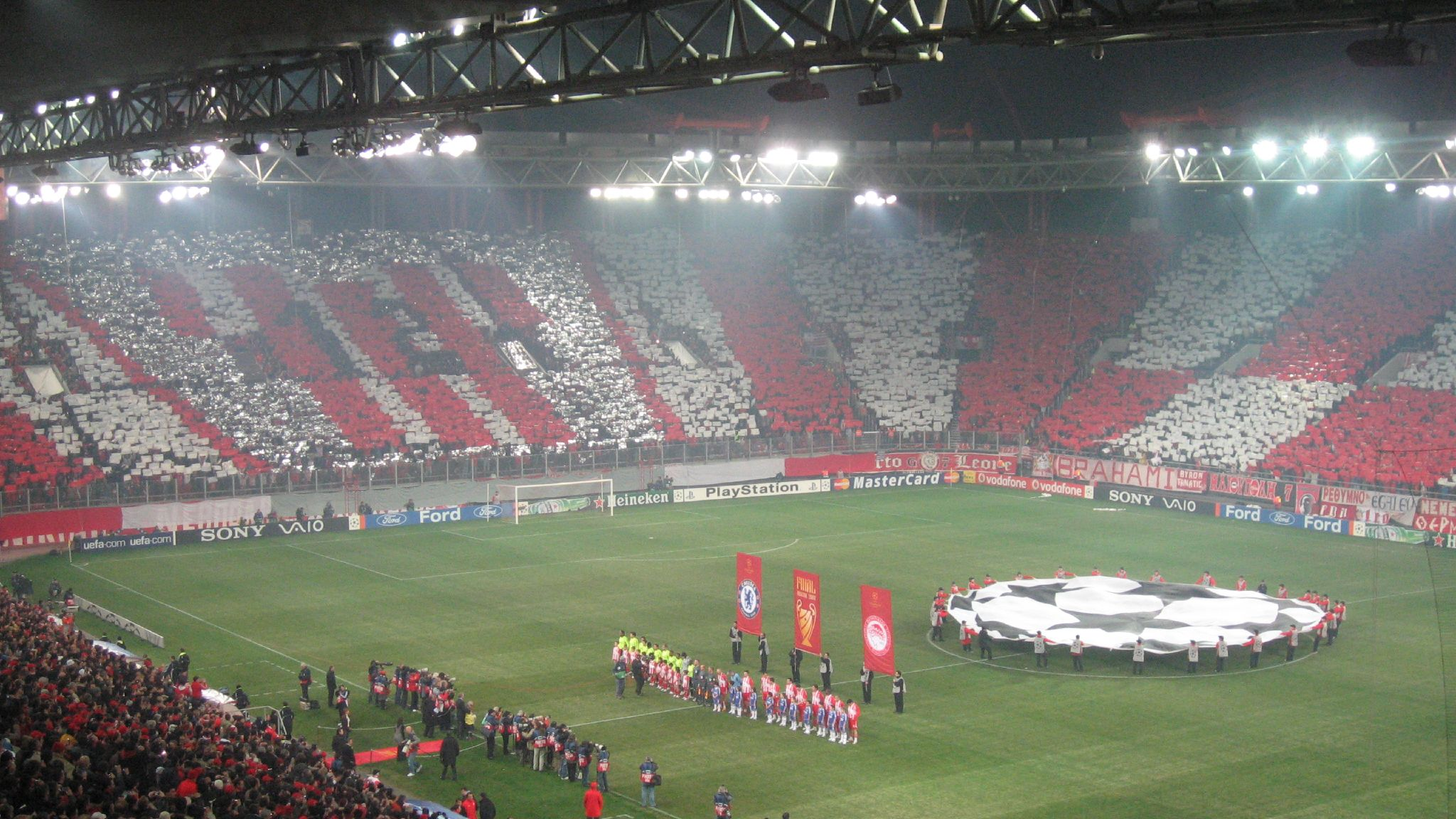
Fan-Choreographie zum Hinspiel im Achtelfinale der UEFA Champions League 2007/08 am 19. Februar 2008 zwischen Olympiakos Piräus und dem FC Chelsea (0:0)
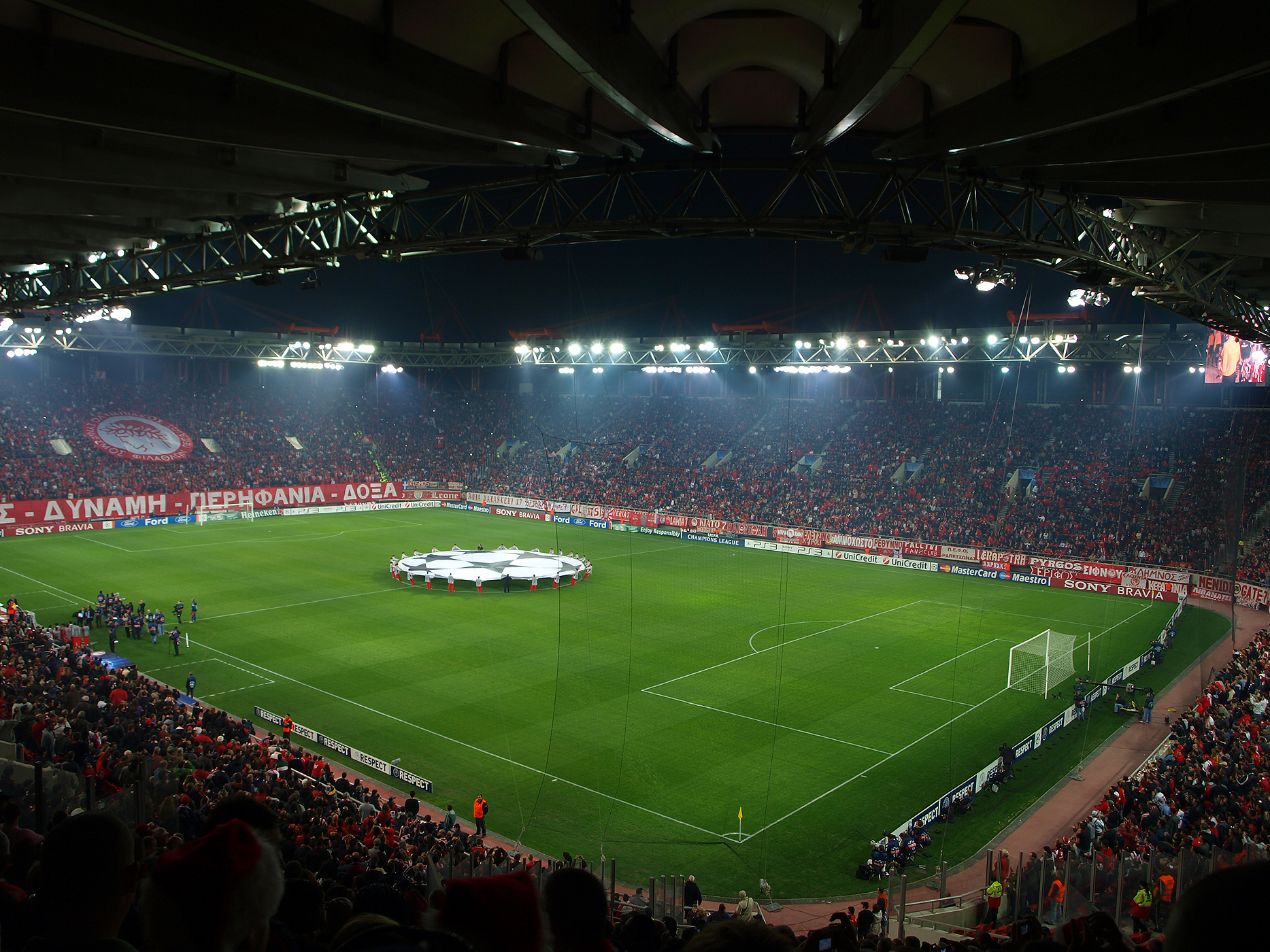
Gruppenspiel der UEFA Champions League 2009/10 am 9. Dezember 2009 zwischen Olympiakos Piräus und dem FC Arsenal (1:0)